# Síndrome de Vietnam

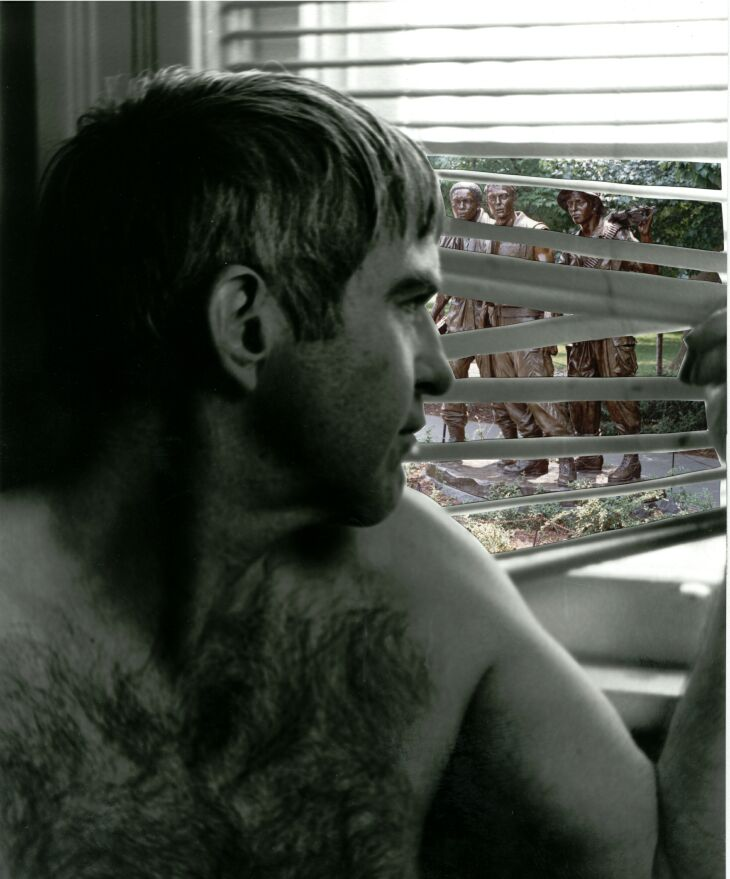
Tras la guerra de Vietnam, Estados Unidos perdió su espíritu de nación libertadora y vencedora.

Por síndrome de Vietnam se conoce al sentimiento de derrota e impotencia sufrido por la sociedad estadounidense en los años 1970 y principios de los años 1980 del siglo XX tras la derrota en la Guerra de Vietnam.

## Las causas
En los años 1960 y los tres primeros meses del año 1970, Estados Unidos libró la guerra, (no declarada) más larga de su historia y una de las más caras tanto en vidas como en dólares. Sin embargo no se logró la victoria:
- 58 169 muertos.[2]
- Más de 300 000 heridos.[2]
- Más de 2000 desaparecidos.[2]
- Miles de minusválidos, amputados, paralíticos y con problemas de salud mental.
- Centenares de miles de soldados con una amplia adicción a las drogas y con serios problemas de adaptación a la vida civil.
- Miles de millones de dólares en equipo y ayuda de toda clase.

Toda esta riada de esfuerzo desembocó en la caída de Laos a principios de los años 1970, la caída de Phnom Penh en manos de los jemeres rojos el 17 de abril y el 30 de abril los comunistas tomaron Saigón y la embajada de Estados Unidos.
La sensación de derrota en todos los frentes era total. El Ejército se defendió y lo siguió haciendo con posterioridad afirmando que había luchado correctamente; pero la política siempre le tuvo las manos atadas. Sin embargo otras fuentes, como la misma CIA, habían advertido de la imposibilidad de ganar aquel conflicto por la fuerza de las armas.[cita requerida]
La posición en los Estados Unidos fue cambiando paulatinamente. Pasando de un 60 % a favor del conflicto a una clara oposición, pese a la intensificación de los ataques y bombardeos que llevó a cabo Nixon. 
Al finalizar el conflicto la situación no mejoró. La demostración de que Estados Unidos podía ser vencido por un pueblo subdesarrollado empleando la guerra de guerrillas caló profundamente en numerosos países como Afganistán, y especialmente las naciones de Centroamérica, que ya vivían conflictos anteriormente. Con este impulso moral la guerrillas en Guatemala, El Salvador, Colombia, etc. aumentaron sus acciones causando una sensación más o menos extendida (mucho entre políticos y militares y no tanto en el resto de la sociedad) de estar perdiendo la guerra contra el comunismo y ser cierta la Teoría del Dominó.[cita requerida]
Pero el Síndrome Vietnam no es sólo ni tampoco mayoritariamente consecuencia de un posible crecimiento del comunismo. Es también la pérdida de confianza en los valores que los propios estadounidenses creían que su país defendía, la conocida doctrina del destino manifiesto. [cita requerida] 
Sucesos como los bombardeos de la Operación Rolling Thunder, los bombardeos secretos ordenados por Nixon, la Matanza de My Lai, el empleo de mercenarios y narcotraficantes en Laos o el apoyo dado a dictadores que decían admirar a Hitler (como manifestó en público el general al mando de la Fuerza Aérea de Vietnam del Sur) supusieron lo que algunos han llamado la pérdida de la inocencia; es decir, el descubrir que las actuaciones de su país no eran moralmente más aprobables que el resto de los países, cosa que sí pensaban cuando decían "liberar" a las naciones americanas del Imperio español, a los asiáticos de sus invasores japoneses o coreanos del norte o a los europeos de fascistas y nazis.[cita requerida]
Un tercer factor lo constituyeron las luchas sociales llevada a cabo en el interior de EE. UU. contra un sistema de reclutamiento claramente discriminatorio que trataba de alejar a las clases más bajas de las calles estadounidenses (famosos como Mohamed Alí se opusieron firmemente a esta política asumiendo las consecuencias). Aunque ese sistema se modificó dos veces para ir eliminando la discriminación racial, las huellas fueron muy profundas.[cita requerida]
Un cuarto factor para el que muchos políticos como Nixon no estaban preparados fueron la masivas manifestaciones, la quema de cartillas de reclutamiento, la participación de veteranos contra la guerra y demás actos públicos que cada vez aumentaban de número e importancia. El propio filósofo Bertrand Russell se unió a los manifestantes. Acciones de este tipo siguen persiguiendo a los estadounidenses que las realizaron y constituyen un arma arrojadiza en actos como las campañas electorales.[cita requerida]

## Consecuencias
Estos hechos establecieron el futuro comportamiento de la nación en los próximos conflictos bélicos, ya que resultaría bastante bochornoso para EE. UU. involucrarse en otro conflicto foráneo sin definir realmente los objetivos tanto políticos como militares de manera efectiva.[cita requerida]
Por este motivo las distintas administraciones se mostraron muy reacias a intervenir en los países de América Central y del Sur como Nicaragua o Perú; donde las guerrillas opositoras intentaron y, en el caso de Nicaragua, consiguieron derrocar a los gobiernos afines a Estados Unidos.[cita requerida]
Igualmente necesitarían de la aprobación de la sociedad estadounidense, a fin de no encontrarse en la misma situación de conflictividad interna que se generó durante la guerra de Vietnam. Así se pasó del sistema de reclutamiento al ejército profesional.[cita requerida]

## La superación del Síndrome
Por ser una etapa demasiado reciente los historiadores y analistas no terminan de ponerse de acuerdo en los momentos y acciones que llevaron a superar la derrota en el sureste asiático. Para José María Carrascal las firmes reacciones de Ronald Reagan supusieron la superación definitiva; para otros el final del síndrome lo trajo la Guerra del Golfo, aunque también causó el llamado Síndrome del Golfo.[cita requerida]
En todo caso no existe cierto contexto[cita requerida] en afirmar que la sensación no superó la última década del siglo XX; pese a que el fantasma de una derrota hizo cambiar las actuaciones en Somalia y en Irak.[cita requerida]